# Răzvan Marin
Răzvan Gabriel Marin (n. 23 mai 1996, București, România) este un fotbalist român, care joacă pe post de mijlocaș la Cagliari în Serie A. Pe plan internațional, are prezențe la națională pentru România Sub-17, România Sub-19, România Sub-21 și România.

## Cariera de club

### Începutul carierei / Viitorul Constanța
Născut la București, Marin a început să joace fotbal la vârsta de șase ani cu echipa locală Pro Luceafărul, iar șapte ani mai târziu s-a alăturat academiei de la Viitorul Constanța.. Și-a făcut debutul profesionist pe 18 octombrie 2013, într-o înfrângere cu 0–4 suferită de Viitorul în Liga I în deplasare cu Steaua București.
Marin a marcat primul său gol în campionat într-o victorie cu 2–1 în deplasare împotriva CFR Cluj, pe 15 martie 2015. În decembrie 2016, la vârsta de doar 20 de ani, cotidianul Gazeta Sporturilor a anunțat că Marin s-a clasat pe locul al treilea pentru premiul Fotbalistul român al anului din 2016. În perioada sa la Constanța, Marin a adunat 85 de meciuri și zece goluri în meciuri oficiale.

### Standard Liège
Pe 20 ianuarie 2017, Marin a semnat un contract de patru ani și jumătate cu echipa belgiană Standard Liège. Presa românească raportase inițial valoarea transferului la 2,4 milioane de euro, Viitorul având și bonusuri în cazul unui potențial transfer viitor. Prima sa prezență în Prima Ligă Belgiană a avut loc două zile mai târziu, când a intrat în minutul 80 într-o înfrângere cu 0-3 în fața echipei Club Brugge pe Stadionul Maurice Dufrasne.
Pe 8 aprilie 2017, Marin a marcat primul său gol pentru Les Rouches într-o remiză 2–2 cu Sint-Truiden.
A înregistrat prima sa apariție europeană pentru Standard în al treilea tur de calificare al UEFA Champions League, sezonul 2018-19, o remiză 2–2 acasă cu echipa olandeză Ajax, pe 7 august. Marin a jucat apoi toate cele șase meciuri din faza grupelor din UEFA Europa League, echipa sa terminând pe locul trei în spatele FC Sevilla și FC Krasnodar. Prestațiile bune ale lui Marin pe tot parcursul anului i-au adus premiul Fotbalistul Român al Anului la Gala Fotbalului Românesc 2018, pe 3 decembrie. Pe 21 decembrie, a terminat pe locul doi pentru același trofeu acordat de ziarul Gazeta Sporturilor.

### Ajax
Pe 4 aprilie 2019, Marin a semnat un contract pentru cinci sezoane cu Ajax, suma de transfer fiind de 12,5 milioane de euro, iar jucătorul urmând să se alăture noii sale echipe în vară. La acea vreme, suma era a treia cea mai mare plătită vreodată de clubul olandez.

### Cagliari
La 31 august 2020, Marin s-a alăturat clubului italian din Serie A Cagliari, sub formă de împrumut, cu obligația de a fi cumpărat. La 1 iulie 2021, afacerea a fost definitivă, iar Marin a semnat un contract care îl va menține la echipă până în 2024. Clubul a plătit 10 milioane de euro pentru transferul integral.
În primul meci al sezonului 2021–22, a deschis scorul în meciul din Coppa Italia cu Pisa, câștigat în cele din urmă de Cagliari cu 3-1.

### Empoli
După două sezoane la Cagliari, Răzvan Marin a schimbat din nou echipa, dar a rămas în Italia. În iulie 2022, după ce Cagliari a retrogradat în Serie B, Marin a ajuns la Empoli, sub formă de împrumut, cu opțiune de cumpărare la finalul sezonului, în schimbul sumei de 7 milioane de euro.

## Carieră internațională
Marin a fost chemat la selecționata de seniori a României la meciul împotriva Muntenegrului în august 2016.  A debutat în echipa națională în meciul din deplasare din 8 octombrie 2016 împotriva Armeniei, câștigat cu 5-0, fiind titular și marcând un gol în minutul 12.

### Goluri internaționale
| # | Dată              | Loc                                                 | Adversar | Scor | Rezultat | Competiție                                   |
| - | ----------------- | --------------------------------------------------- | -------- | ---- | -------- | -------------------------------------------- |
| 1 | 8 octombrie 2016  | Vazgen Sargsyan Republican Stadium, Erevan, Armenia | Armenia  | 0–3  | 0–5      | Calificările pentru Campionatul Mondial 2018 |
| 2 | 11 noiembrie 2020 | Stadionul Ilie Oană, Ploiești, România              | Belarus  | 2–0  | 5–3      | Amical                                       |

## Statistică

### Club
La 2 octombrie 2016.
| Club               | Sezon         | Liga I | Liga I | Cupă   | Cupă   | Cupa ligii | Cupa ligii | Europa | Europa | Altele | Altele | Total  | Total  | Total |
| Club               | Sezon         | Jocuri | Goluri | Jocuri | Goluri | Jocuri     | Goluri     | Jocuri | Goluri | Jocuri | Goluri | Jocuri | Goluri |       |
| ------------------ | ------------- | ------ | ------ | ------ | ------ | ---------- | ---------- | ------ | ------ | ------ | ------ | ------ | ------ | ----- |
| Viitorul Constanța | 2013–14       | 10     | 0      | 0      | 0      | -          | -          | -      | -      | -      | -      | 10     | 0      |       |
| Viitorul Constanța | 2014–15       | 17     | 1      | 2      | 1      | 2          | 0          | -      | -      | -      | -      | 21     | 2      |       |
| Viitorul Constanța | 2015–16       | 28     | 3      | 3      | 1      | 1          | 0          | -      | -      | -      | -      | 32     | 4      |       |
| Viitorul Constanța | 2016–17       | 10     | 1      | 0      | 0      | 0          | 0          | 2      | 0      | -      | -      | 12     | 1      |       |
| Total              | Total         | 65     | 5      | 5      | 2      | 3          | 0          | 2      | 0      | -      | -      | 75     | 7      |       |
| Total carieră      | Total carieră | 65     | 5      | 5      | 2      | 3          | 0          | 2      | 0      | -      | -      | 75     | 7      |       |

## Viață personală
Răzvan Marin este fiul fostului internațional român Petre Marin.

## Legături externe
- Profil RomanianSoccer
- Răzvan Marin – pe site-ul UEFA
- Profil Soccerway